# Martinsville, Ohio
Martinsville är en ort (village) i Clinton County i delstaten Ohio. Orten hade 463 invånare enligt 2010 års folkräkning.